# Isabel María Schiaffino Portillo
Pour les articles homonymes, voir Schiaffino.
 (août 2025).
Motif : Insuffisamment de sources secondaires démontrant le notoriété requise pour un article Cf WP:CAA et WP:NPER
- Archive Wikiwix
- Bing
- Cairn
- DuckDuckGo
- E. Universalis
- Gallica
- Google
- G. Books
- G. News
- G. Scholar
- Persée
- Qwant
- (zh) Baidu
- (ru) Yandex
- (wd) trouver des œuvres sur Wikidata

| 1. | Préciser le motif de la pose du bandeau. | Précisez le motif de la pose du bandeau en utilisant la syntaxe suivante : {{admissibilité à vérifier\|date=août 2025\|motif=remplacez ce texte par le motif}}                                        |
| 2. | Informer les utilisateurs concernés.     | Pensez à avertir le créateur de l'article, par exemple, en insérant le code ci-dessous sur sa page de discussion : {{subst:avertissement admissibilité à vérifier\|Isabel María Schiaffino Portillo}} |

Isabel María Schiaffino Portillo, née au début du XVIIIe siècle à Albuñol dans la province de Grenade, et morte à Adra en 1789, est une commerçante et une industrielle espagnole. Elle est la fille unique d'Agustín Schiaffino, un marchand génois avec des intérêts économiques et immobiliers à Adra, province d'Almeria.